# Новопетровское (Николаевская область)
Новопетровское (укр. Новопетрівське) — село в Новоодесском районе Николаевской области Украины.
Основано в 1590 году. Население по переписи 2001 года составляло 2369 человек. Почтовый индекс — 56650 Телефонный код — 5167. Занимает площадь 4,6 км².

## Местный совет
56650, Николаевская обл., Новоодесский р-н, с. Новопетровское, ул. Чапаева, 46